# Задача потребителя
Задача потребителя — формализованная модель потребительского выбора между различными альтернативами (наборами благ) при заданных ограничениях. Задача потребителя наряду с задачей фирмы является основополагающей при построении моделей частичного и общего равновесия, а также для макроэкономических моделей, которые основываются на идее общего равновесия. Задача потребителя позволяет строить функции спроса, а задача фирмы функции предложения. Модели общего равновесия позволяют анализировать эффект от воздействия различных шоков, включая политику государства.
Множество, в котором осуществляется выбор, называется множеством допустимых альтернатив. При этом выбор потребителя может быть дополнительно ограничен тем, что блага являются товарами и имеют цену, а доход потребителя фиксирован. Тогда в задачу вводят бюджетное ограничение и рассматривают выбор в пределах бюджетного множества. Предполагается также, что на множестве допустимых альтернатив задано отношение предпочтения, которым руководствуется потребитель при осуществлении выбора. В частности, предпочтения могут быть представлены функцией полезности, которая позволяет ранжировать альтернативы.
Чаще всего считают, что отношения предпочтения являются рациональными, а потребитель стремится выбрать наиболее предпочтительную альтернативу из множества доступных. Если существует функция полезности и задано бюджетное ограничение, то задача выбора сводится к максимизации полезности при заданных ценах и доходе, либо к минимизации затрат на приобретение благ при заданных ценах и заданном (минимально приемлемом) уровне полезности.
Задачи максимизации полезности и минимизации затрат являются двойственными, а их решение приводит к одному и тому же оптимальному результату.
Решением задачи потребителя является функция (отображение) спроса. В случае задачи максимизации полезности решением является функция маршалловского (вальрасовского спроса), а случае задачи минимизации издержек — функция хиксовского спроса.

## Формализация

### В терминах предпочтений
Постановка задачи в терминах предпочтений является наиболее общей, так как не всегда предпочтения могут быть представлены функцией полезности.
Если на множестве допустимых альтернатив {\displaystyle X} задано отношение предпочтения {\displaystyle \{\succeq \}}, то задача потребителя сводится к поиску наиболее предпочтительной альтернативы из множества доступных. Формально это означает, что оптимальный выбор не хуже, чем любой другой:
{\displaystyle x^{*}\succeq x,\,\forall x\in X}.
Если дополнительно предполагается, что блага являются товарами и имеют цену, а доход потребителя ограничен, то поиск осуществляется внутри бюджетного множества. Тогда оптимальность выбора означает, что любой другой допустимый набор, который строго лучше (в смысле этого отношения предпочтения) данного, не принадлежит бюджетному множеству:
{\displaystyle x\succ x^{*}\implies p\cdot x>R}
Решение задачи потребителя не всегда является единственным. В общем случае критерию оптимальности могут удовлетворять сразу несколько равноценных альтернатив.
Решение задачи с использованием предпочтений в общем случае является затруднительным. Поэтому чаще всего делают предположение о том, что предпочтения могут быть представлены функцией полезности, а на выбор потребителя накладывается бюджетное ограничение. Использование функции полезности означает, что потребитель ведет себя рационально.
Если функция полезности является непрерывной и дифференцируемой, то появляется возможность использования методов теории оптимизации. Тогда задача потребителя может быть поставлена в одной из двух форм: в форме максимизации полезности (прямая задача) или минимизации издержек (двойственная).

### Задача максимизации полезности
Задача максимизации полезности является прямой (маршаллианской) задачей потребителя при заданной функции полезности и заданном бюджетном ограничении.
Пусть {\displaystyle u(x)} — функция полезности потребителя, где {\displaystyle x} — вектор альтернатив (потребительских наборов), являющийся элементом допустимого множества {\displaystyle X}. Пусть также {\displaystyle p} — вектор цен, а {\displaystyle R} — располагаемый доход потребителя. Прямая задача потребителя заключается в максимизации полезности на допустимом бюджетном множестве, задаваемом бюджетным ограничением {\displaystyle px\leqslant R}:
{\displaystyle {\begin{cases}u(x)\rightarrow \max _{x}\\px\leqslant R\\x\in X\end{cases}}}
При достаточно слабых предположениях функция полезности непрерывна, а бюджетное множество ограничено и замкнуто, поэтому такая задача всегда имеет решение (теорема Вейерштрасса).
При дифференцируемости функции полезности условия первого порядка для решения задачи имеют вид:
{\displaystyle {\frac {\partial u(x)}{\partial x_{l}}}\leq \lambda p_{l},\,l=1,2,...L}
где {\displaystyle \lambda } — множитель Лагранжа. Знак равенства соответствует внутреннему решению задачи (в оптимальном решении объем товара строго больше нуля), а знак неравенства — угловому (товар не входит в оптимальную корзину). Решением этой задачи является маршаллианский (вальрасовский) спрос {\displaystyle x(p,R)}.
Если подставить маршалловский спрос в целевую функцию (полезности), то получится косвенная функция полезности {\displaystyle v(p,w)}.

### Задача минимизации расходов
Задача минимизации расходов является двойственной (хиксианской) задаче потребителя формулируется как задача минимизации затрат потребителя на приобретение набора благ при условии, что их полезность будет не меньше некоторой величины (выбираемые альтернативы будут не хуже некоторого фиксированного набора благ):
{\displaystyle {\begin{cases}ph\rightarrow \min _{h}\\u(h)\geqslant u(x)\\h\in X\end{cases}}}
где {\displaystyle x} — некоторый базовый набор, а {\displaystyle h} — набор не хуже {\displaystyle x} из множества допустимых альтернатив.
Условия первого порядка:
{\displaystyle \lambda {\frac {\partial u(x)}{\partial x_{l}}}\leq p_{l},\,l=1,2,...L}
где {\displaystyle \lambda } — множитель Лагранжа. Знак равенства соответствует внутреннему решению задачи, а знак неравенства угловому. Решением этой задачи является хиксианский спрос {\displaystyle h(p,x)}.
Если подставить хискианский спрос в целевую функцию то получится функция расходов {\displaystyle e(p,{\bar {u}})}.

## Двойственность
Задачи максимизации полезности и минимизации издержек являются двойственными, то есть они приводят к одному и тому же оптимальному решению. Кроме того, зная оптимум в одной задаче, всегда можно найти оптимум в другой, не решая ее.
В точке оптимума маршаллианский и хиксианский спрос совпадают:
{\displaystyle x^{*}(p,R)\equiv h(p,{\bar {u}})}
При этом полезность в задаче минимизации равна максимуму функции полезности в задаче максимизации {\displaystyle v(p,e(p,{\bar {u}}))={\bar {u}}}, и наоборот: минимум затрат в двойственной задаче равен фиксированному доходу в прямой {\displaystyle e(p,v(p,R))=R}.

## Свойства решений задачи потребителя
Если предпочтения локально ненасыщаемы, функция полезности дважды непрерывно дифференцируема и сильно квазивогнута, то функция маршаллианского спроса непрерывно дифференцируема по ценам и доходу, а функция хиксианского спроса — по ценам.
Можно показать, что решение прямой задачи потребителя удовлетворяет следующему условию:
{\displaystyle MU(x)=\lambda p}
где {\displaystyle MU(x)} — вектор предельных полезностей (градиент функции полезности).
то есть вектор предельных полезностей пропорционален вектору цен. Это означает, что в оптимальном выборе отношение предельных полезностей отдельных благ (предельная норма замещения) равно отношению их цен:
{\displaystyle MRS_{ij}={\frac {MU_{i}(x)}{MU_{j}(x)}}={\frac {p_{i}}{p_{j}}}}